# Woodbury (Georgia)
Woodbury ist eine City in Meriwether County, Georgia mit 908 Einwohnern. (Stand: 2020)

## Geographie
Umgeben wird Reading von Gay im Norden, von Molena im Osten, von Manchester im Süden und von LaGrange im Westen.

## Sonstiges
Woodbury ist einer der Handlungsorte des seit 2003 erscheinenden Comics The Walking Dead. Die Szenen der gleichnamigen Fernsehserie wurden allerdings in Senoia gedreht.
Unweit der Gemeinde befindet sich die Woodbury Research Facility, eine ehemalige Anlage der Telekommunikation, welche später unter anderem zur Weltraumforschung genutzt wurde.